# Andato al comando
Andato al comando er en italiensk neorealistisk novelle skrevet af Italo Calvino i 1945 og er en ud af tredive noveller trykt i samlingen Ultimo viene il corvo (1949). 
Historien foregår under modstandskampen i Norditalien under 2. verdenskrig i perioden ca. 1943-1945, hvor Italien er splittet mellem fascisterne på den ene side og modstandsbevægelsen på anden. Historien fortæller om to mænd der går i en skov, den ene mand kaldes for den ubevæbnede (il disarmato) og den anden kaldes for den bevæbnede (l’armato). Man følger de to italienske mænd gennem deres tur i skoven, og via den ubevæbnedes tanker bliver læseren oplyst om mændenes identitet. Den ubevæbnede er fascist og formodet spion og den bevæbnede er partisaner og medlem af en modstandsgruppe. De befinder sig i skoven for at finde vej til kommandocentralen, hvor den ubevæbnede tror og håber, at han kan blive renset og hermed slettet fra spionlisten. Historien ender med at den bevæbnede partisaner likviderer den ubevæbnede fascist i skoven.